# وزارت دفاع بریتانیا
وزارت دفاع بریتانیا (انگلیسی: Ministry of Defence) یکی از وزارتخانه‌های دولت بریتانیا است که مسئول اجرا سیاست‌های دفاعی این کشور و مقر نیروهای مسلح بریتانیا است.
این وزارتخانه که در سال ۱۹۶۴ تأسیس شده، ساختمان اصلی آن در خیابان وایت‌هال لندن قرار دارد.

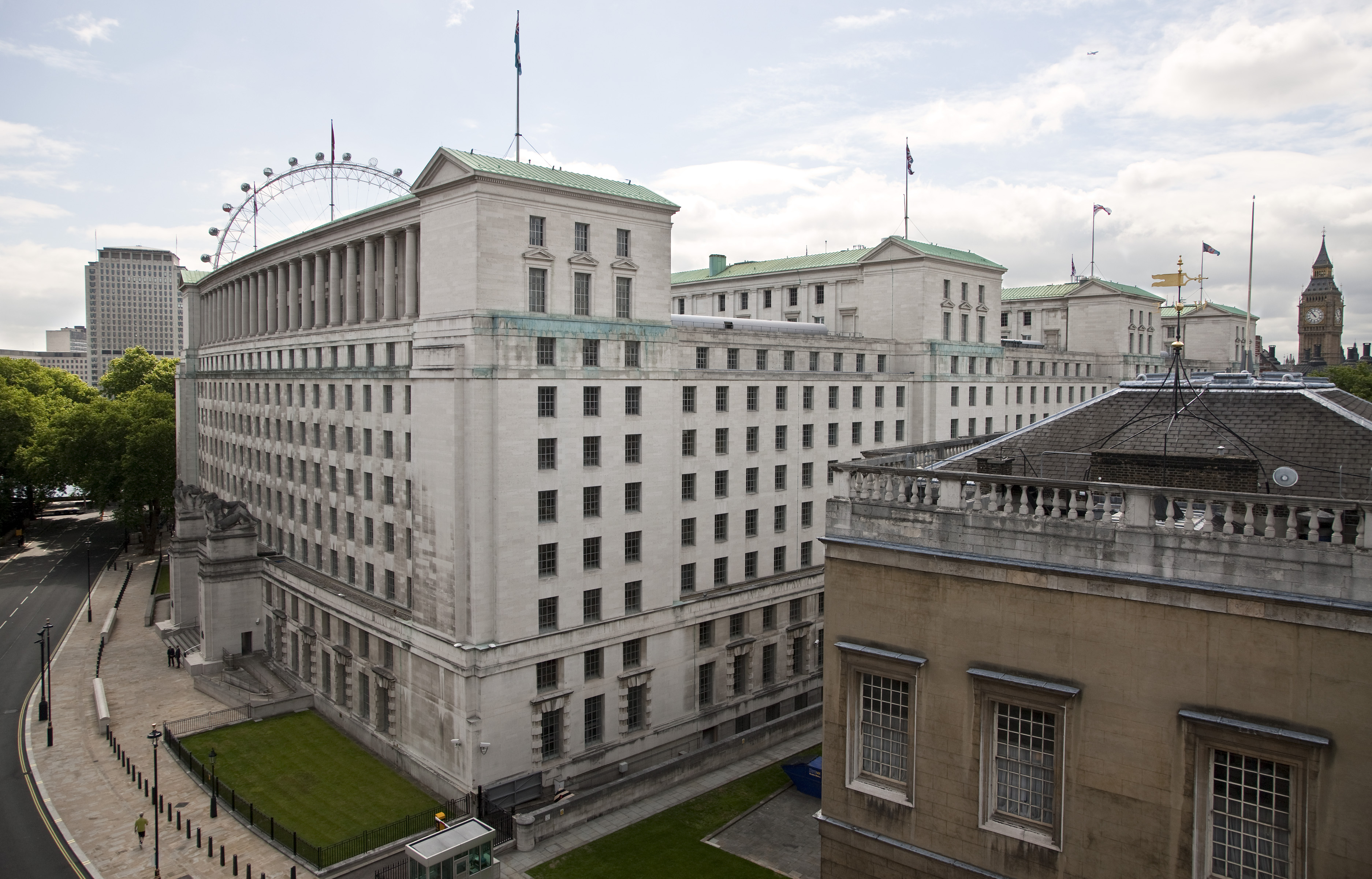
ساختمان اصلی